# Округ Колин (Тексас)
Округ Колин (енгл. Collin County) је округ у америчкој савезној држави Тексас. По попису из 2010. године број становника је 782.341.

## Демографија
Према попису становништва из 2010. у округу је живело 782.341 становника, што је 290.666 (59,1%) становника више него 2000. године.
| Група             | 2000.           | 2010.           |
| Белци             | 374.116 (76,1%) | 493.492 (63,1%) |
| Афроамериканци    | 23.561 (4,8%)   | 66.387 (8,5%)   |
| Азијати           | 34.047 (6,9%)   | 87.752 (11,2%)  |
| Хиспаноамериканци | 50.510 (10,3%)  | 115.354 (14,7%) |
| Укупно            | 491.675         | 782.341         |